# Hetfläck

Illustration av en hetfläck

Hetfläckar, eller hotspots, är ställen i kontinentalplattorna där magma strömmar upp mot jordskorpan. De kan ligga vid plattgränser såsom vid Island eller långt utanför plattgränserna, som till exempel vid Hawaiiöarna.
Tolkar man detta är det som att stora droppar av mantelmaterial stiger uppåt inom begränsade områden. Dessa områden kallar man för hetfläckar.
En hetfläck är ett område med stark radioaktiv värmeutveckling i mantelns övre del, ovanför en så kallad mantelplym. Det uppvärmda materialet väller som magma genom sprickor i plattan upp på havsbottnen och bildar en undervattensvulkan. Allt eftersom plattan rör sig bildas den ena vulkanen efter den andra. På Island ligger hetfläckar på plattgränsen och vulkaner nybildas och rör sig åt båda håll.

## Rörelse
Hetfläcken flyttar med tiden på sig, relativt de geografiska landformerna. I själva verket antas hetfläcken ligga i stort sett still i förhållande till jordmanteln, medan det är den omgivande litosfären (det som syns på kartor över jordytan) som flyttar på sig.

## Bildgalleri

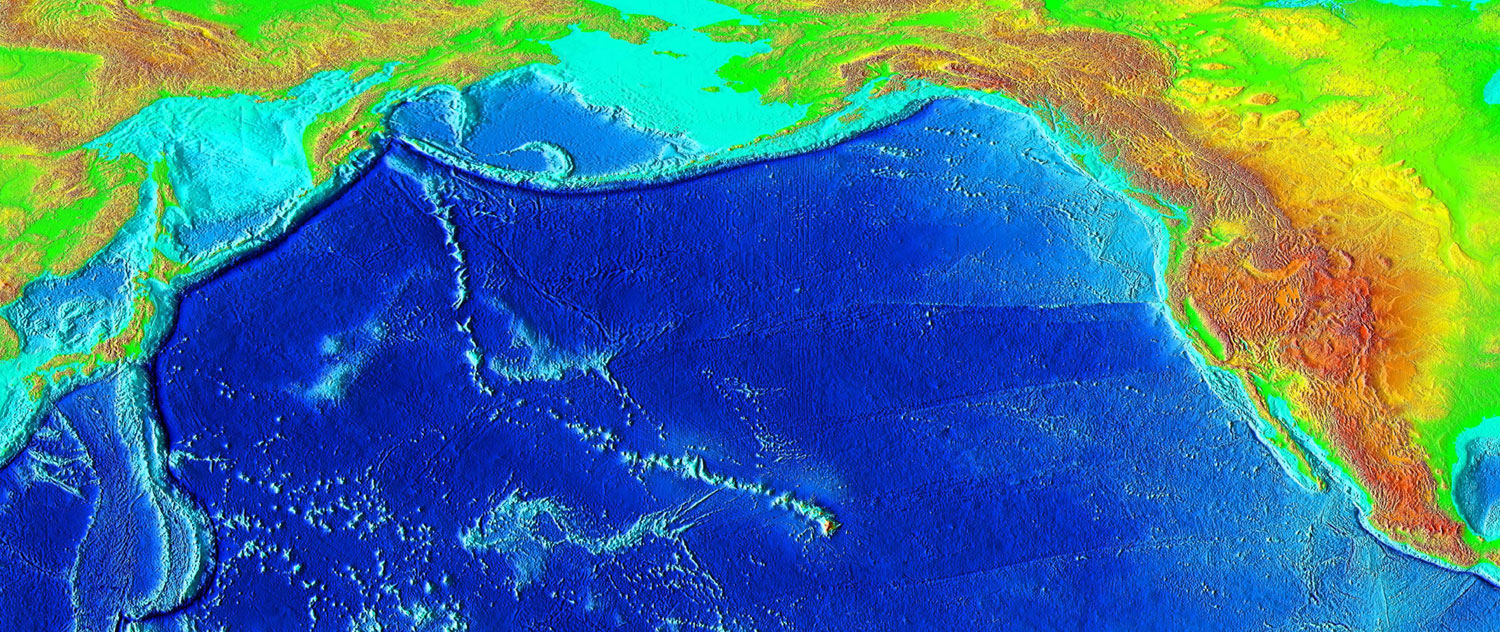
Den hawaiianska hetfläcken har skapat ett "pärlband" av vulkanism.
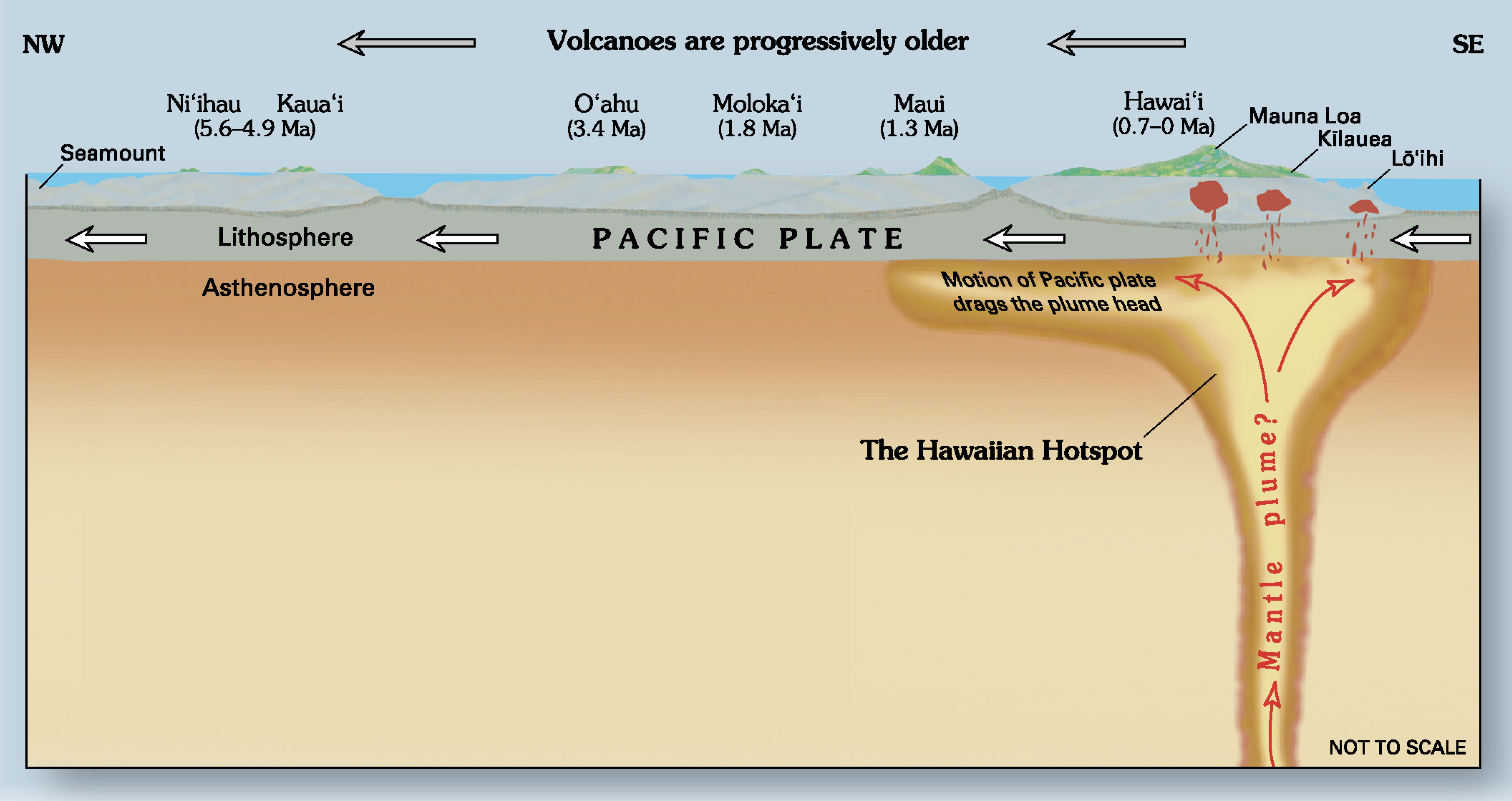
Diagram över den hawaiianska hetfläckens verksamhet.